# 새크라멘토 모나크스
새크라멘토 모나크스(영어: Sacramento Monarchs)는 미국 캘리포니아주 새크라멘토를 연고지로 했던 WNBA 서부 콘퍼런스 소속 프로농구 팀이다. 홈 구장은 아코 아레나이다.

## 해체
2009년 11월 20일 말루프 가문이 더 이상 모나크스를 운영하지 않을 것이라는 사실이 밝혀졌다. WNBA는 모나크스를 샌프란시스코 베이 지역으로 이전하려고 시도했지만, 2009년 12월 8일 새로운 소유권을 찾을 수 없고 12월 14일 분산 드래프트가 열릴 것이라고 발표되었다. 2019년 11월 현재 모나크스는 운영을 중단한 마지막 WNBA 팀이다.

## 재창단 계획
2009년 10월 캘리포니아주 오클랜드로 이전할 계획이 있었지만, 그들은 결실을 맺지 못했다. 비벡 레너딥이 이끄는 새크라멘토 킹스(영어: Sacramento Kings)의 구단주 그룹은 NBA에서 전 NBA 선수이자 전 새크라멘토 시장 케빈 존슨과 함께 새로운 경기장 골든 1 센터를 위한 공동 세입자로 모나크스를 생각하면서 재창단하고 싶다는 바람을 나타냈다.

## 역대 홈경기장

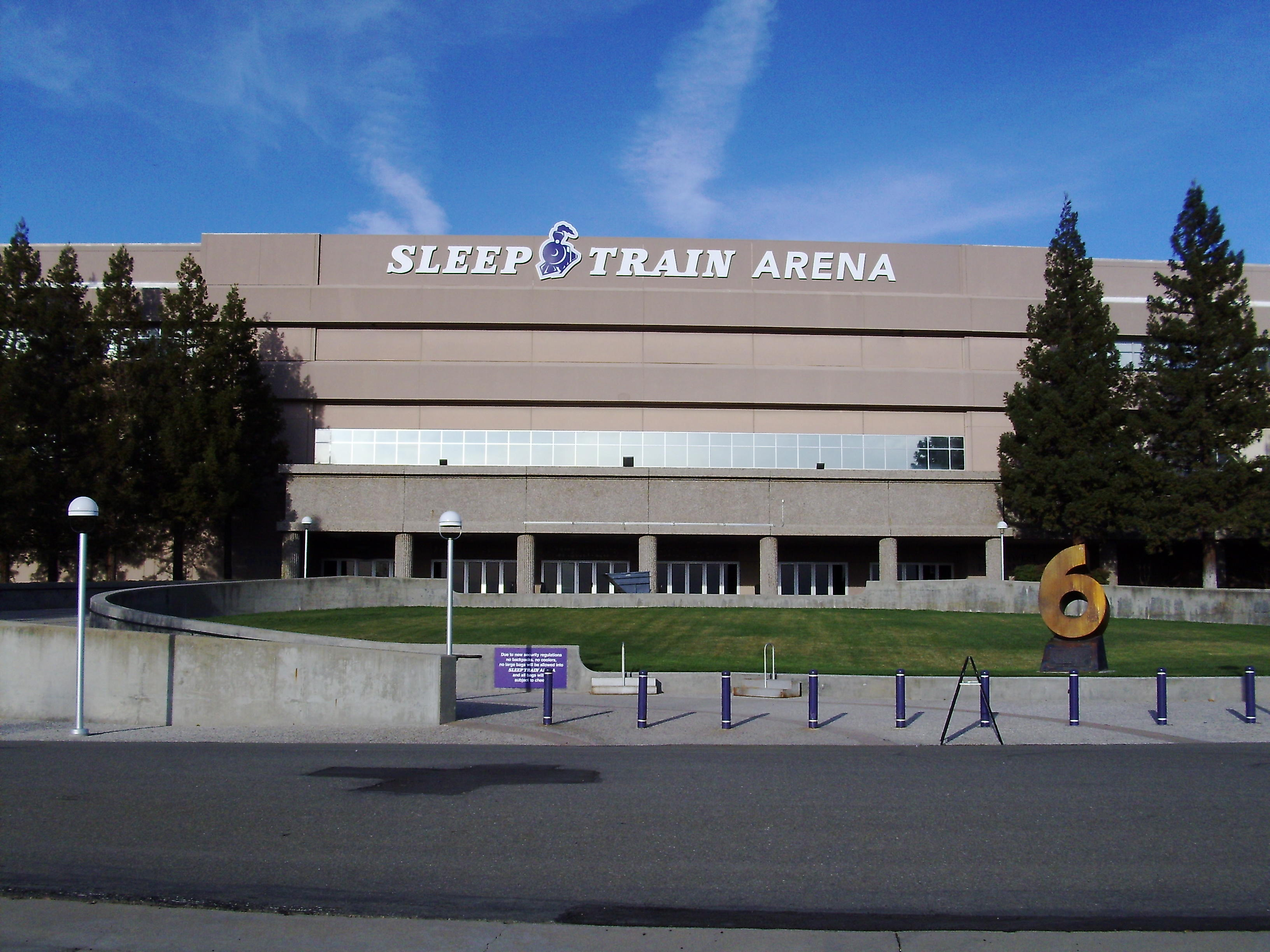
새크라멘토 모나크스의 홈경기장이었던 아코 아레나

| 경기장              | 사용기간      | 수용인원 | 장소                    | 비고 |
| ------------------- | ------------- | -------- | ----------------------- | ---- |
| 새크라멘토 모나크스 |               |          |                         |      |
| 아코 아레나         | 1997년~2009년 | 17,317명 | 캘리포니아주 새크라멘토 | 빈칸 |

## 영구 결번
| 번호                | 이름          | 포지션 | 활동 기간     | 비고                            |
| ------------------- | ------------- | ------ | ------------- | ------------------------------- |
| 새크라멘토 모나크스 |               |        |               |                                 |
| 6                   | 루디 볼턴     | 가드   | 1997년~2004년 | 빈칸                            |
| 빈칸                | 제리 레이놀스 | 빈칸   | 1997년~2006년 | 새크라멘토 모나크스 첫번째 단장 |

## 역대 시즌별 성적
<정규시즌 & 플레이오프 성적>
- 정규시즌 성적 : 224승 200패 .528
- 플레이오프 성적 : 24승 19패 .558

| 시즌 | 정규시즌 | 정규시즌 | 정규시즌 | 정규시즌 | 정규시즌 | 정규시즌 | 플레이오프                          | 비고             |
| 시즌 | 리그     | 순위     | 경기수   | 승       | 패       | 승률     | 플레이오프                          | 비고             |
| ---- | -------- | -------- | -------- | -------- | -------- | -------- | ----------------------------------- | ---------------- |
| 1997 | WNBA     | 3위      | 28       | 10       | 18       | .357     | 빈칸                                | 빈칸             |
| 1998 | WNBA     | 4위      | 30       | 8        | 22       | .267     | 빈칸                                | 최저승률         |
| 1999 | WNBA     | 3위      | 32       | 19       | 13       | .594     | 스파크스 1패                        | 빈칸             |
| 2000 | WNBA     | 3위      | 32       | 21       | 11       | .656     | 코메츠 2패                          | 빈칸             |
| 2001 | WNBA     | 2위      | 32       | 20       | 12       | .625     | 스타즈 2승 스파크스 1승2패          | 빈칸             |
| 2002 | WNBA     | 6위      | 32       | 14       | 18       | .438     | 빈칸                                | 빈칸             |
| 2003 | WNBA     | 3위      | 34       | 19       | 15       | .559     | 코메츠 2승1패 스파크스 1승2패       | 빈칸             |
| 2004 | WNBA     | 4위      | 34       | 18       | 16       | .529     | 스파크스 2승1패 스톰 1승2패         | 빈칸             |
| 2005 | WNBA     | 1위      | 34       | 25       | 9        | .735     | 스파크스 2승 코메츠 2승 선 3승 1패  | 최고승률 첫 우승 |
| 2006 | WNBA     | 3위      | 34       | 21       | 13       | .618     | 코메츠 2승 스파크스 2승 쇼크 2승3패 | 빈칸             |
| 2007 | WNBA     | 3위      | 34       | 19       | 15       | .559     | 실버스타스 1승2패                   | 빈칸             |
| 2008 | WNBA     | 4위      | 34       | 18       | 16       | .529     | 실버스타스 1승2패                   | 빈칸             |
| 2009 | WNBA     | 6위      | 34       | 12       | 22       | .353     | 빈칸                                | 빈칸             |

## 같이 보기
- 새크라멘토 킹스
- 스톡턴 킹스